# Xiphocentron piscicaudum
Xiphocentron piscicaudum is een schietmot uit de
familie Xiphocentronidae. De soort komt voor in het Neotropisch gebied.